# Willy Schootemeijer
Willy Schootemeijer (Rotterdam, 2 februari 1897 – aldaar, 11 mei 1953) was een Nederlands componist en musicus.

## Levensloop
Zijn vader wilde dat hij kantoorbediende werd, doch de jonge Schootemeijer speelde liever piano en accordeon in restaurants en dans-clubs. Naast deze werkzaamheden schreef hij liedjes, music-hall revues en spektakelmuziek voor diverse operettegezelschappen. Orkestratie voor harmonie- en fanfareorkesten leerde Schootemeijer bij dirigent P. Ommes.
Zijn eerste mars Groot Rotterdam uit 1929 is nog steeds een succes. Daar hij zo in zijn sas was bij het componeren van marsen, vloeiden er nog ongeveer vijftig marsen uit zijn pen, dit meestal voor één of andere aangelegenheid. Zo ontstond na een voetbalwedstrijd Nederland - België in 1934 Koning Voetbal. De mars De Rode Duivels werd de officiële mars van het Belgische nationaal elftal (naast: Les Diables Rouges van Mabour).
Hij schreef verder onder meer het tangolied Ik hou van Holland, vooral bekend geworden door de uitvoering van Joseph Schmidt.

## Composities

### Werken voor harmonieorkest
- 1929 Groot Rotterdam, mars
- 1934 Koning Voetbal, mars
- Accordeonmars
- Aero Mars
- Atletiekmars
- Au Revoir
- Brandweermars
- De Rode Duivels, mars
- De Zwarte Duivels
- Feestmars
- Galakfeestmars
- Goal, die zit!
- Groot Amsterdam
- Gymnastiekmars
- Het Nederlands Elftal
- HKS Club Mars

- Holland-België
- Holland-Indië
- Hoogoven Mars
- Hup, Holland, Hup!
- Kijk uit
- KLM-mars
- Korfbalmars
- Leve de Marine
- NASM Mars
- Neerlands Glorie
- O en O Mars
- Olympisch Stadionmars
- Onze Hermandad
- Opbouwmars
- PTT Mars
- Residentiemars

- Rode Kruis-mars
- Rood Wit Blauw
- Shell Nederland Mars
- Ship Ahoy
- Stadionmars
- Tempo Tempo
- Triomfmars
- Union is Strengh
- Veilig Verkeer
- VNF Mars
- Volewijkers Supporters Mars
- Vrede en Vrijheid
- VVV mars
- Wielermars
- Wings over the Oceans
- Ypenburgmars

## Referentie
1. ↑  Francis Pieters: Portrettengalerij: Willy Schootemeijer in: FEDEKAMNIEUWS - Tweemaandelijks orgaan van de Fedekam-Vlaanderen, 27e jaargang nr. 5 - Oktober 1982, pp. 320-321

- Gemeinsame Normdatei: 1232681946
- International Standard Name Identifier: 0000 0004 1693 2478
- Nationale Bibliotheek van Letland: 000118483
- MusicBrainz: 4fdf6932-e0c1-4ee3-a537-a743e1dc4f0f
- Virtual International Authority File: 305081054